# Bercy (metropolitana di Parigi)
Bercy è una stazione delle linee 6 e 14 della metropolitana di Parigi.

## La stazione

### Posizione
La stazione si trova all'incrocio tra la rue de Bercy ed il boulevard de Bercy:
- la linea 6 sotto il boulevard ad est dell'incrocio,
- la linea 14 sotto la rue a sud.

### Origine del nome
Il nome della stazione è mutuato dalle due strade sotto cui è stata costruita.
Da alcuni documenti del 1134 di Luigi IV di Francia si trova traccia di una località insula de Bercilliis. Alla fine di quel secolo si sviluppò la signoria di Bercy che abitò un magnifico castello che si trovava su terreni corrispondenti all'attuale quartiere di Bercy. La maggior parte di queste terre venne annessa a Parigi nel 1860. Gli eredi, Nicolai le vendettero ed il castello venne demolito.

### Storia
La stazione venne aperta il 1º marzo 1909 e venne poi messa in corrispondenza con la linea 14 in occasione dell'apertura di questa linea il 15 ottobre 1998.

## Accessi
- due scale ed un ascensore su place du Bataillon du Pacifique
- una scala al 48, boulevard de Bercy

## Interconnessioni
- Bus RATP - 24, 87
- Noctilien - N32, N35, N130

## Galleria d'immagini

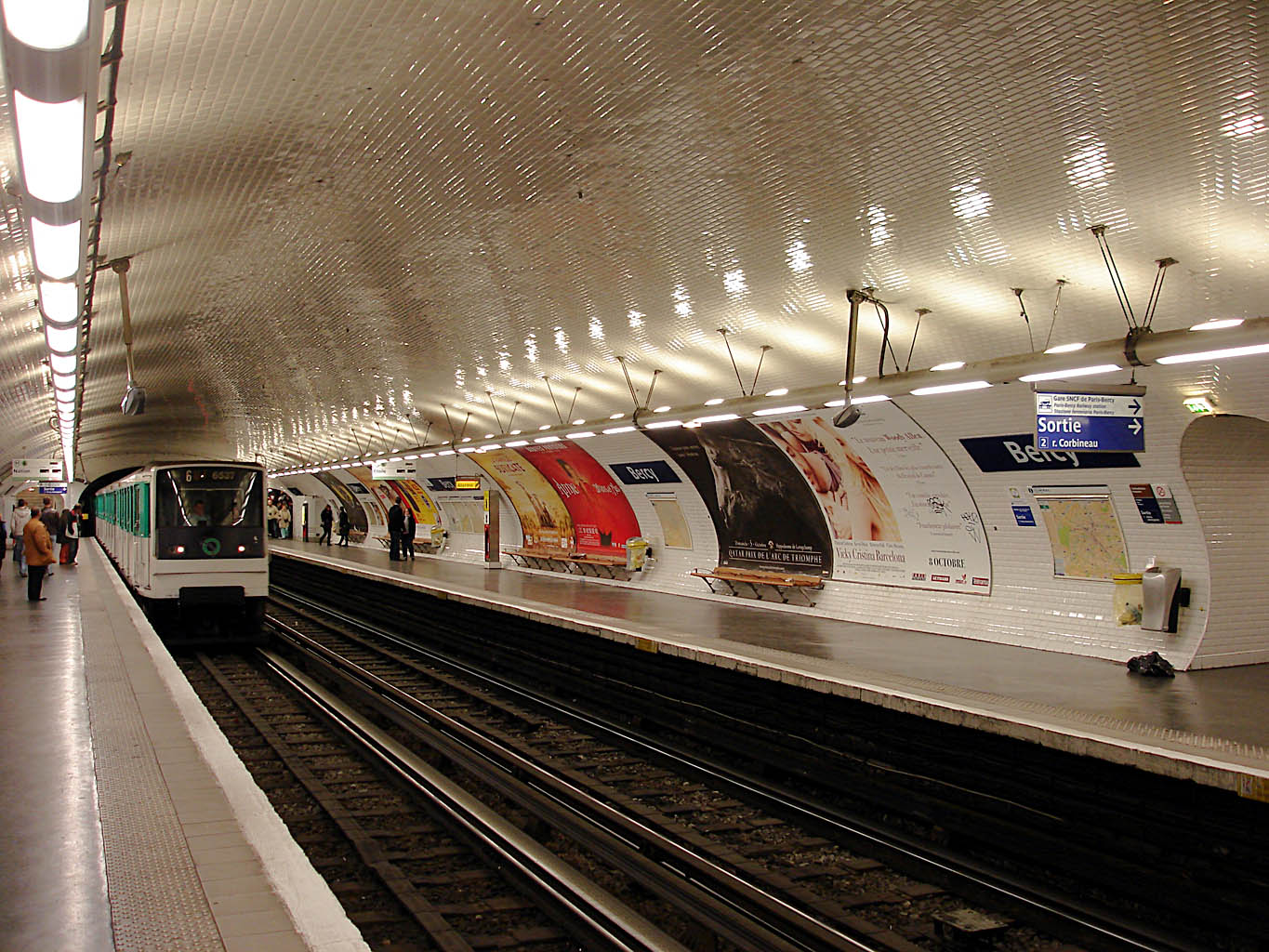
Banchina della linea 6
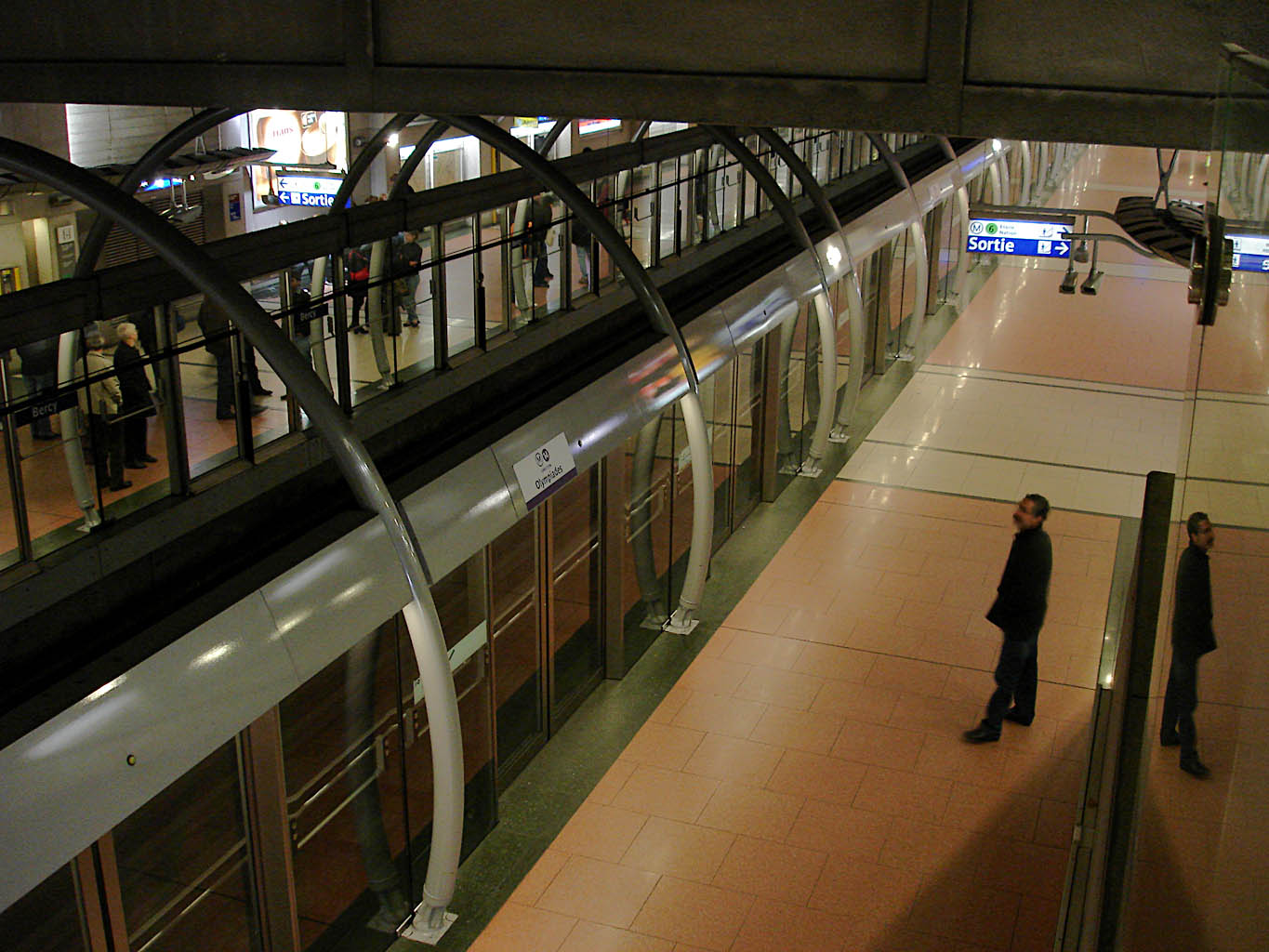
Banchina della linea 14